# Infanterie-Division Märkisch-Friedland
Die Infanterie-Division Märkisch-Friedland (auch Division Märkisch-Friedland und Gruppe Lehmann) war eine deutsche Infanteriedivision im Zweiten Weltkrieg.

## Divisionsgeschichte
Die Division wurde am 20. Januar 1945 bei Märkisch-Friedland in Pommern zur Besetzung der Pommernstellung aufgestellt. Hierzu wurden in der Nähe verfügbare Einheiten aus Ausbildungseinrichtungen der Wehrmacht (u. a. aus der Artillerieschule Groß Born, dem Truppenübungsplatz Groß Born) und Reste anderer Einheiten schnell zusammengezogen. Die Einheit wurde bei der Eroberung von Märkisch Friedland Mitte Februar 1945 durch die Rote Armee überrannt und größtenteils zerschlagen. Die restliche Teile des Verbands als sogenannte Ausbrucheinheiten entkommen wurden erst im März 1945 beim Durchbruch der Sowjets durch den Dievenower Brückenkopf aufgelöst.
Kommandeur der Division war Oberst Curt Lehmann.
Trotz der kurzer Zeit der Aufstellung wurden mehrere Soldaten der Division, besonders die Regimentsführer, mit dem Ritterkreuz ausgezeichnet. Friedrich Buchenau erhielt als Führer des Fahnenjunker-Regiments 4 bei der Infanterie-Division Bärwalde (ab Februar 1945 zugeordnet) die Auszeichnung.

## Gliederung
- Fahnenjunker-Regiment 1 (Offizierskadetten, Regiment Bering)
- Fahnenjunker-Regiment 2
- Fahnenjunker-Regiment 3 (Regiment Wiechec)
- Fahnenjunker-Regiment 4 (Regiment Buchenau), ab Februar 1945 der Infanterie-Division Bärwalde zugeordnet